# Deniz Kadah
Deniz Kadah (* 2. März 1986 in Viranşehir, Türkei) ist ein deutsch-türkischer Fußballspieler mit kurdischer Abstammung. Er steht seit Januar 2021 bei Altay Izmir unter Vertrag.

## Herkunft und Sonstiges
Deniz Kadah wurde im Südosten der Türkei in Viranşehir, die in der Provinz Şanlıurfa liegt, geboren. Seine Eltern wanderten nach Deutschland aus und er wuchs im niedersächsischen Verden auf, das er als seine Heimatstadt ansieht.
Kadah gehört zur ethnischen Gruppe der Kurden und bekennt sich dazu. Außerdem gehört er der religiösen Minderheit der Jesiden an.
Er betreibt seit Juni 2010 neben seiner Fußballkarriere eine Cocktail- und Sportsbar in seiner Wahlheimat Verden, die von seinem Bruder Metin geleitet wird. Von seinen damaligen Mannschaftskollegen bei Çaykur Rizespor wird er als El Kurdo bezeichnet. Seine Rückennummer ist die „63“, was dem türkischen Kfz-Kennzeichen seiner Geburtsprovinz entspricht.

## Karriere
Nach einem Jahr beim Rotenburger SV wechselte Kadah im Sommer 2006 zum TuS Heeslingen, mit dem er in der Saison 2006/07 Meister der Niedersachsenliga Ost wurde und in die Oberliga Nord aufstieg. Mit 13 Saisontoren weckte der junge Stürmer das Interesse anderer Vereine und so schloss er sich 2007 dem VfB Lübeck in der Regionalliga Nord an.
Vom Sommer 2008 bis Juni 2010 war er bei Fortuna Düsseldorf aktiv. Kadah verhalf der Mannschaft in der Saison 2008/09 am vorletzten Spieltag, 37. Spieltag, mit seinem Tor den entscheidenden 2:1-Sieg und rückten auf Platz zwei in der Tabelle auf einen direkten Aufstiegsplatz auf. Und verteidigte mit der Fortuna den zweiten Platz bis zum letzten Spieltag und stiegen, daher direkt auf. Im Sommer 2010 wurde sein Vertrag, aufgrund seiner Verletzungsprobleme, nicht verlängert.
Im Herbst 2010 absolvierte Kadah ein Probetraining bei einem englischen Zweitligisten aus London und später auch beim deutschen Drittligisten 1. FC Saarbrücken, wo für ihn daraus keine weitere Engagements bei diesen Vereinen entstand. Er hielt sich als vertragsloser Fußballspieler weiter bei seinem ehemaligen Jugendverein FC Verden 04 fit.
Nach mehr als einem halben Jahr ohne Verein wurde er im Februar 2011 vom Regionalligisten FC Oberneuland verpflichtet. Kadah errang im März 2011 mit dem Abstiegsplatzierten FC Oberneuland einen 2:0-Sieg über den VfB Lübeck, wo er ein Tor beisteuerte und somit verhalf die Serie der Lübecker von 16 ungeschlagenen Punktspielen seit September 2010 zu beenden. Kadah absolvierte 15 Spiele, schoss zwei Tore und stieg mit der Mannschaft als Tabellenvorletzter am Saisonende ab.
Im Juli 2011 wechselte er nach vier Jahren wieder zum VfB Lübeck. An den ersten drei Spieltagen der Regionalliga Nord der Saison 2011/12 traf Kadah acht Mal für den VfB, verletzungsbedingt fiel er in der Folgezeit bis Februar 2012 aus. Im Mai 2012 hatte Deniz Kadah maßgeblichen Anteil am Gewinn des SHFV-Pokals 2012 und sorgte damit für seine Mannschaft die Qualifikation zum DFB-Pokal der Spielzeit 2012/13. Er erzielte im Landespokalfinale beim 4:2-Sieg (n. V.) alle vier Tore. Die 1:0-Führung, den 2:2-Ausgleich in den Schlussminuten der regulären Spielzeit und auch die zwei weiteren Tore in der Verlängerung.
Im Sommer 2012 wurde sein Wechsel zur zweiten Mannschaft (U-23) des Bundesligisten Hannover 96 bekannt. In der Hinrunde erzielte er in der viertklassigen Regionalliga Nord in 18 Spielen 18 Treffer. Am 18. Januar 2013 gab Kadah bei der 5:4-Niederlage beim FC Schalke 04 sein Bundesligadebüt, als er in der 86. Spielminute für Manuel Schmiedebach eingewechselt wurde.
Kurz vor dem Ende der Wintertransferperiode 2013/14 wechselte Kadah in die Türkei und unterschrieb beim Erstligisten Çaykur Rizespor einen Vertrag bis Sommer 2016. Am 19. September 2015 erzielte er im Ligaspiel gegen Antalyaspor einen Hattrick innerhalb von 37 Minuten, von der 3:1-Führung bis zum 5:1-Endstand.
Keine zehn Monate später wechselte Kadah im Juli 2016 ablösefrei, nach seinem Hattrick gegen Antalyaspor, nach Antalya zu Antalyaspor. Er unterschrieb einen Zweijahresvertrag mit einer Option auf ein weiteres Jahr.
Zur Saison 2018/19 wurde Kadah von Göztepe Izmir verpflichtet.

## Erfolge
TuS Heeslingen (2006–2007)
- Meister der Niedersachsenliga (Staffel Ost) und Aufstieg in die Oberliga Nord: 2006/07

Fortuna Düsseldorf II (2008–2010)
- Vizemeister der NRW-Liga und Aufstieg in die Regionalliga West: 2008/09

Fortuna Düsseldorf (2008–2010)
- Vizemeister der 3. Liga und Aufstieg in die 2. Bundesliga: 2008/09

VfB Lübeck (2011–2012)
- Landespokalsieger (Schleswig-Holstein): 2012